# Kocioł Wielkiego Stawu
Kocioł Wielkiego Stawu – kocioł polodowcowy w Sudetach Zachodnich, w Karkonoszach.

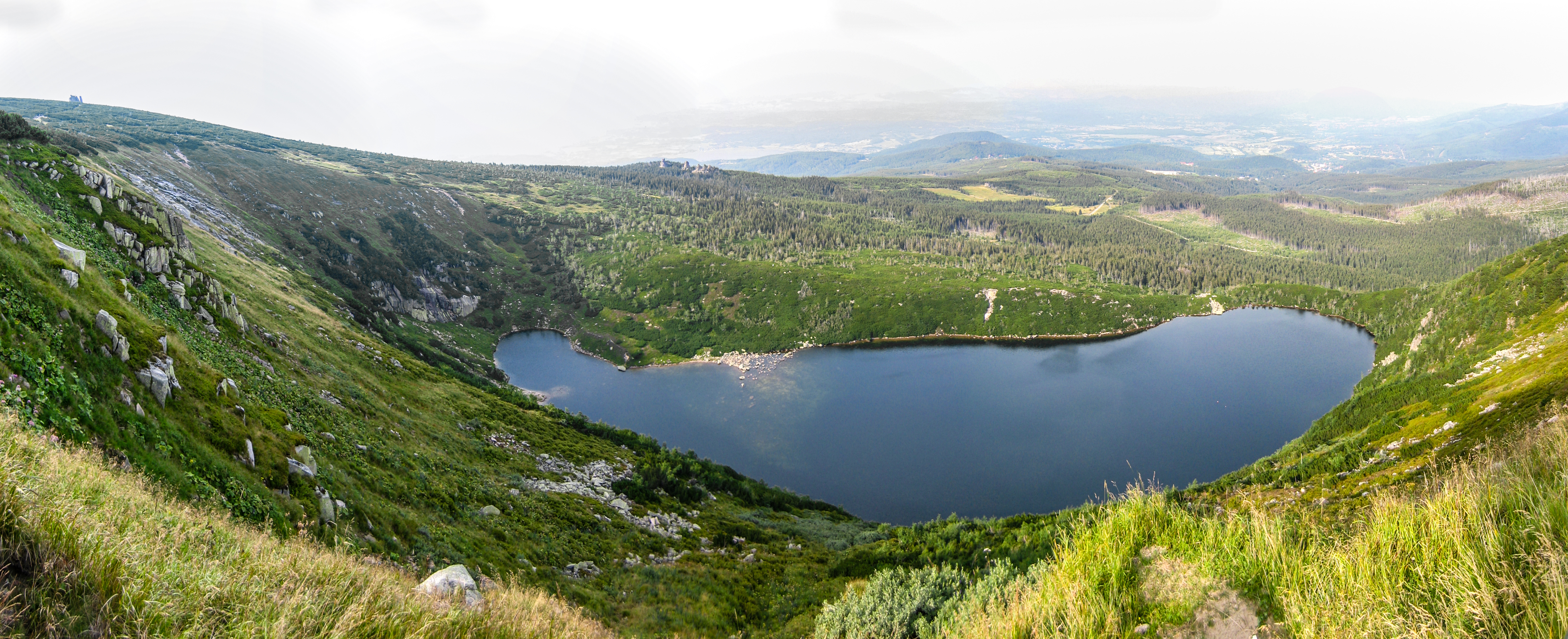
Karkonosze – Kocioł Wielkiego Stawu

Kocioł Wielkiego Stawu położony jest w południowo-zachodniej Polsce, w Sudetach Zachodnich, w paśmie Karkonoszy, na terenie Karkonoskiego Parku Narodowego, na wschód od znanej skałki Słonecznika, na północno-wschodnim zboczu Smogorni.
Kocioł polodowcowy, utworzony u podnóża Równi pod Śnieżką (1400 m n.p.m.) i Smogorni (1489 m n.p.m.), podcina ich zbocza. Jego trawiasto-skaliste ściany, wysokie na około 200 m, wyżłobione kilkoma żlebami, opadają stromo skalnymi stopniami do polodowcowej misy egzaracyjnej, zamkniętej moreną recesyjną i skalnym ryglem. Boki żlebów flankowane są skalistymi grzędami. Dno kotła znajduje się na wysokości 1224 m n.p.m. Wypełnia je największe polodowcowe jezioro cyrkowe w Karkonoszach – Wielki Staw (1225 m n.p.m.). Kocioł Wielkiego Stawu sąsiaduje na południowym wschodzie z Kotłem Małego Stawu. Moreny czołowe, boczne oraz moreny denne starszych etapów zlodowacenia występują na przestrzeni około 2 km poniżej kotłów, w kierunku północno-wschodnim. Lodowiec górski wypływający z Kotła Wielkiego Stawu łączył się z lodowcem wypływającym z Kotła Małego Stawu, w związku z czym kotły mają wspólną część moren powstałych w starszych etapach zlodowacenia. Najniższe moreny występują na wysokości 800–820 m n.p.m. Największy zasięg lodowca wynosił 3.500 m.
Powstał w plejstocenie, prawdopodobnie w czasie ostatniego zlodowacenia, w wyniku przegłębienia źródliskowego odcinka doliny przez lokalny lodowiec górski.
Zbocza kotła porasta bogata górska roślinność subalpejska i naskalna – sasanka alpejska, pierwiosnka maleńka, kosodrzewina. Głębokie kotły polodowcowe otoczone urwistymi skałami nadają Karkonoszom wysokogórski charakter.
Kocioł Wielkiego Stawu stanowi niebezpieczne miejsce zimą, ponieważ schodzą tu liczne lawiny oraz tworzą się groźne nawisy śnieżne.

## Turystyka
Obok Kotła Wielkiego Stawu przechodzą szlaki turystyczne:
- – czerwony fragment Głównego Szlaku Sudeckiego prowadzący z Szklarskiej Poręby na Śnieżkę i dalej górną krawędzią kotła.
- – zielony, prowadzący z Karpacza górną, północno-zachodnią krawędzią kotła.

Na krawędzi kotła znajdowało się schronisko im. Księcia Henryka, które spłonęło w 1946 roku.